# Іванівське (заповідне урочище)
Іванівське — заповідне урочище місцевого значення. Об'єкт розташований на території Звенигородського району Черкаської області, село Шендерівка.
Площа — 2,3 га, статус отриманий у 2000 році.
Охороняється гай з озером та криницею, що виходить на берег з луками.